# Ivandol (Chorwacja)
Ivandol – wieś w Chorwacji, w żupanii pożedzko-slawońskiej, w gminie Brestovac. W 2011 roku liczyła 139 mieszkańców.